# Aventiola pusilla
Aventiola pusilla là một loài bướm đêm trong họ Erebidae.